# 投影幕

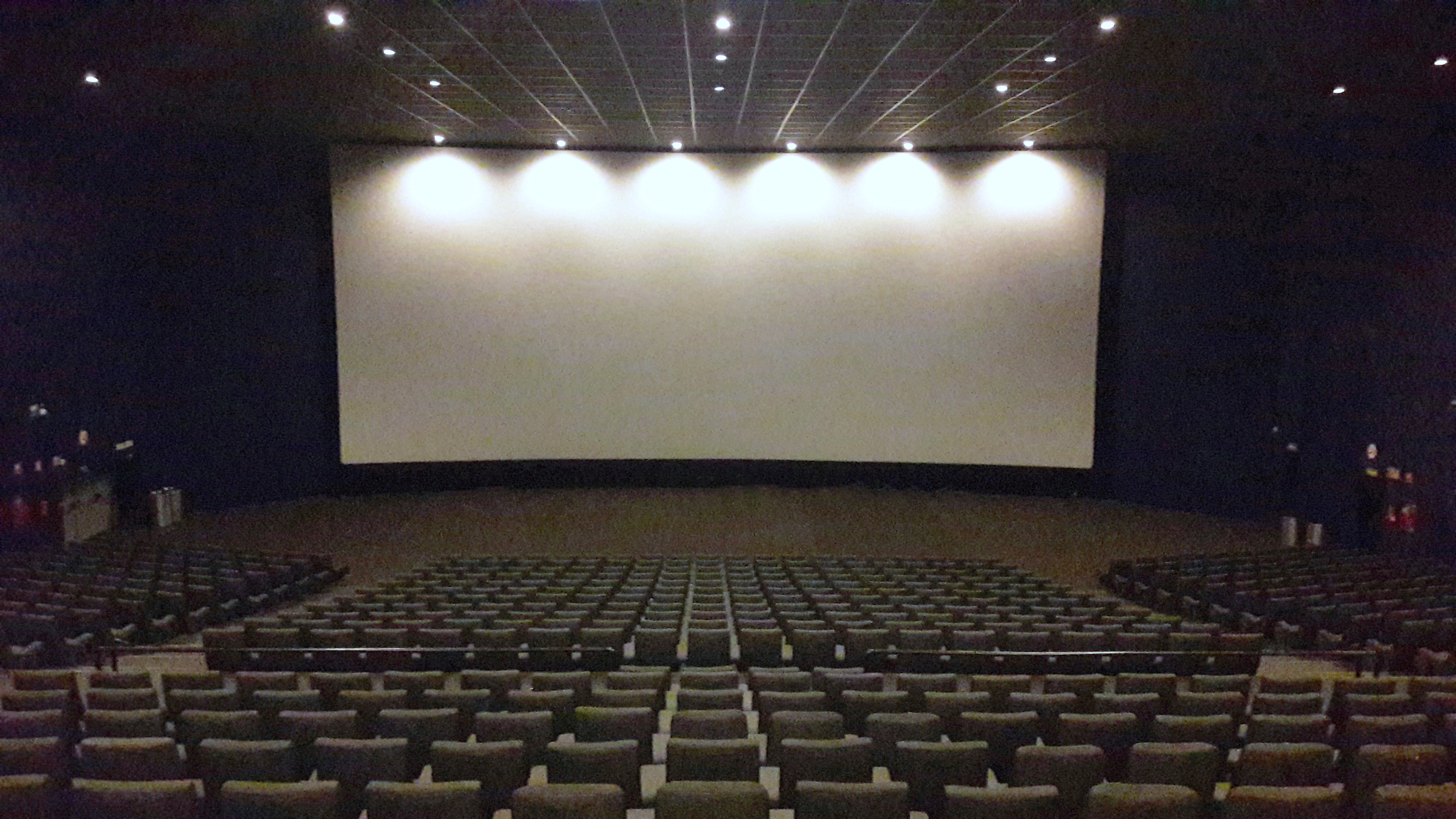
电影院中的投影幕

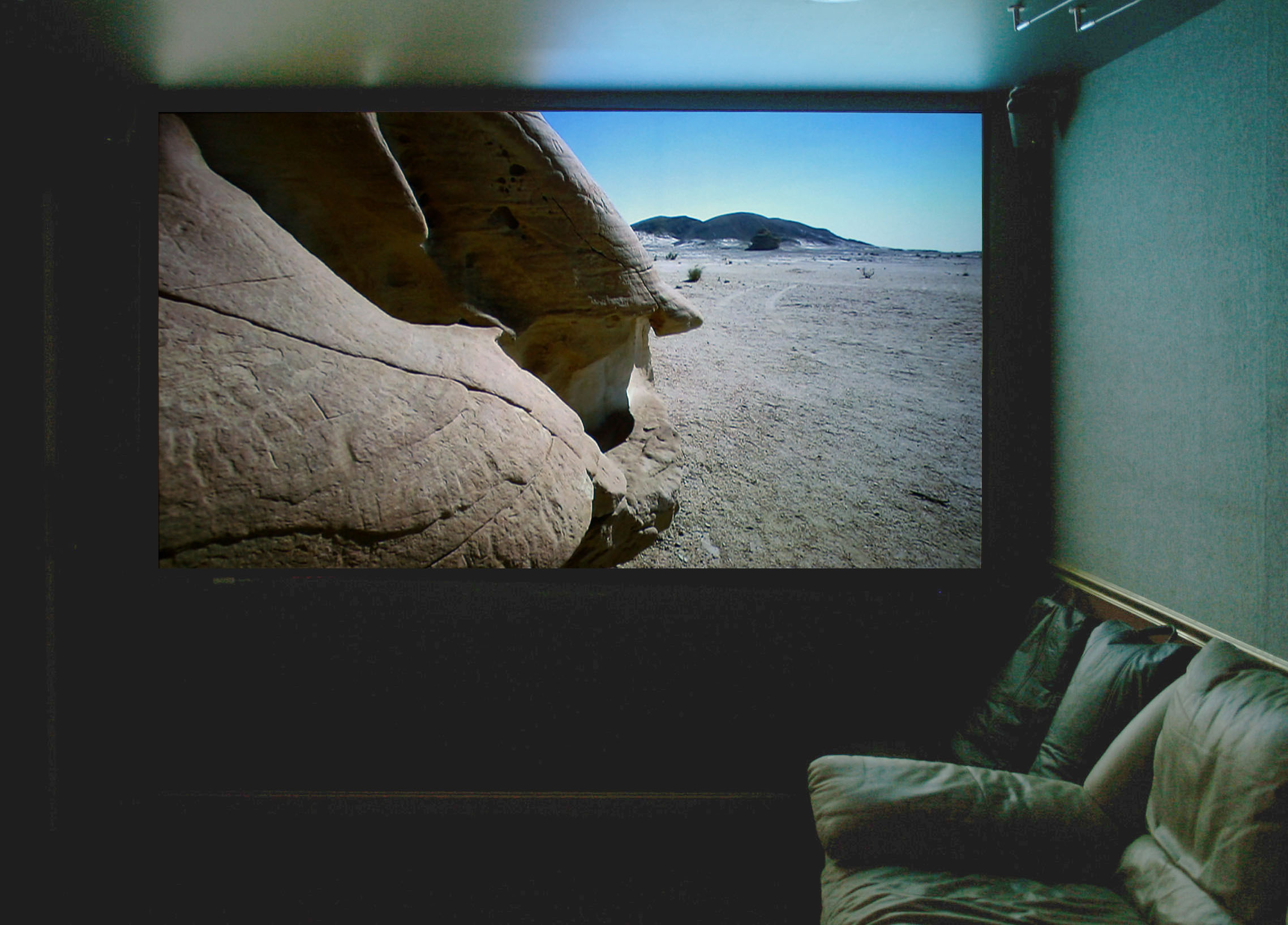
家庭影院中能顯示高清电视畫面的投影幕

投影幕是一个可以显示投影儀投射出的影像的幕布。投影幕可以永久懸掛，例如电影院中的投影幕，也可以是便携式的臨時搭建的投影幕，例如露天电影院搭建的投影幕。 

## 玻璃珠幕
玻璃珠幕是一种在幕布上布设玻璃珠的回射型投影幕。玻璃珠具有高折射率，从正面射入的光线容易发生全反射现象而射出。因此玻璃幕具有很高的增益性，可达2.8，然而视角狭窄。玻璃珠幕也常用于电影特技中的正放合成工艺。